# Poloparazitismus
Poloparazitismus (hemiparazitismus) je druh soužití mezi dvěma druhy (zpravidla rostlinami), při němž jedna čerpá z druhé jen anorganické látky (vodu, minerální látky). Tím se liší od holoparazita, který čerpá vše, včetně organických látek.
Prakticky to pro hemiparazitickou rostlinu znamená, že bývá připojena k hostitelské rostlině pouze xylémem, dřevní částí, nikoliv floémem (lýkem). K napojení na hostitelskou rostlinu dochází pomocí haustorií.
Z našich rostlin jsou hemiparazity např. kokrhel (Rhinanthus), černýš (Melampyrum), světlík (Euphrasia), zdravínek (Odontites), lněnka (Thesium), dále však známé jmelí (Viscum) a ochmet (Loranthus). Někdy jsou autotrofní rostliny hostiteli hemiparazita jen po určitou dobu jeho životního cyklu.